# Belomitra
Belomitra là một chi ốc biển, là động vật thân mềm chân bụng sống ở biển trong họ Buccinidae.

## Các loài
Các loài trong chi Belomitra gồm có:
- Belomitra chasmata (Dall, 1927)
- Belomitra christina (Dall, 1927)
- Belomitra climacella (Dall, 1895)
- Belomitra leobrerorum Poppe & Tagaro, 2010
- Belomitra pacifica (Dall, 1908)
- Belomitra pourtalesii (Dall, 1881)[2]
- Belomitra quadruplex (Watson, 1882)[3]
- Belomitra richardi (Dautzenberg & Fischer, 1906)
- Belomitra torquata (Barnard, 1963)